# Morvan Lebesque
Morvan Lebesque, fr. Maurice Lebesque (ur. 11 stycznia 1911 r. w Nantes, zm. 4 lipca 1970 r. w Brazylii) – bretoński dziennikarz, publicysta i działacz narodowy.
Ukończył szkołę średnią im. Clemenceau. Od 1930 r. był redaktorem głównym pisma „l'Écho de la Loire”. Jednocześnie należał do Bretońskiej Partii Autonomicznej, stojąc na czele jej oddziału w Nantes. W 1931 r. wystąpił z niej, po czym wraz z Théophilem Jeussetem założył bardziej radykalny ruch Breizh da zont, którego politycznym skrzydłem była efemeryczna Parti Nationaliste Breton Integrale. Odpowiadał za propagandę partyjną. Podczas okupacji niemieckiej był od jesieni 1940 r. dziennikarzem kolaboracyjnego pisma „L'Heure Breton”. Pracował też dla kilku gazet wydawanych w okupowanym Paryżu (m.in. „Je suis partout”), gdzie zaprzyjaźnił się z Jeanem-Paulem Sartrem i Simone de Beauvoir. W 1952 r. rozpoczął pracę w redakcji czasopisma satyrycznego „Canard Enchaîné”, zostając ostatecznie jego redaktorem. Był bliskim przyjacielem Alberta Camusa. Od 1966 r. pod pseudonimem Yann Lozac’h należał do bretońskiej organizacji Ar Vro, głoszącej hasło autonomii dla Bretanii. Od 1968 r. pracował też dla pisma „Le Peuple breton”, organu prasowego Unii Demokratycznej Bretońskiej. Zmarł 4 lipca 1970 r. w Brazylii podczas konferencji dotyczącej kultury bretońskiej.